# Edgar Leciejewski
Edgar Leciejewski (* 1977 in Berlin) ist ein deutscher Künstler im Bereich Fotografie, der in Leipzig und Ho Chi Minh City lebt und arbeitet.

## Leben
1986 siedelte Edgar Leciejewski aus der DDR in die Bundesrepublik Deutschland um. 1995 bis 2001 Ausbildung und Beschäftigung als Buchhändler in Köln. 2001 Abitur am Abendgymnasium Köln. 2001 bis 2003 Studium der Theaterwissenschaften und Philosophie an der Freien Universität Berlin. Seit 2001 erste künstlerische Arbeiten und Ausstellungen. 2003 bis 2011 Studium der Kunst an der Hochschule für Grafik und Buchkunst Leipzig in den Klassen von Timm Rautert, Christopher Muller und Peter Piller. 2010 verbringt er sechs Monate in New York am International Studio and Curatorial Program. 2011 macht er seinen Meisterschülerabschluss.

## Werk
Leciejewskis künstlerische Arbeit untersucht die verschiedenen sozialen und
wissenschaftlichen Gebrauchsweisen von Fotografie. Sie ist ein experimentellanalytischer
Versuch, dem Medium der Fotografie die zeitgenössisch relevanten
Fragestellungen zu entlocken. Neben inhaltlichen Themen und der Reflexion der
eigenen Arbeitsweisen sowie Arbeitsmittel interessiert es ihn, die Dimension von Zeit in
die fotografische Arbeit einfließen zu lassen. Seine Arbeiten sind Speicher oder
Vorratskammern von Zeit, die es ermöglichen, den Akt des Sehens und Erfahrens zu
verlangsamen.

## Ausstellungen, Preise, Ehrungen und Stipendien
Leciejewskis Arbeiten wurden in verschiedenen institutionellen Einzelausstellungen
gezeigt, wie z. B. In der G2 Kunsthalle (2018), Museum der bildenden Künste (2018),
Kunsthalle Memmingen (2018); Künstlerhaus Bethanien Berlin (2017); Forum für
Fotografie Köln (2017); Fogo Island Art Gallery, Kanada (2015); NSCAD University Halifax,
Kanada (2013); Stadtmuseum München (2011); Columbus Art Foundation, Leipzig
(2009).
Er nahm an diversen internationalen Gruppenausstellungen teil, wie in der Schirn
Kunsthalle Frankfurt am Main (2018 & 2012); Scarp Metal, Toronto, Kanada (2017);
Brandts Museum, Dänemark (2016); Stadtmuseum München (2016); Kunsthalle Leipzig
(2015, 2014 & 2008); G2 Kunsthalle Leipzig (2015); Museum für Angewandte Kunst,
Frankfurt am Main (2015); Kunsthalle Wien (2014 & 2011); f/stop Festival, Leipzig (2016 & 2014); National Museum Krakau, Polen (2013); Staatliche Kunstsammlungen Dresden(2013);
Zabludowicz Collection London (2013, 2010 & 2009); NRW Forum, Düsseldorf
(2012); Witte de With, Rotterdam (2011); Museum der bildenden Künste Leipzig (2011 & 2009); ISCP New York (2010); Stadtgalerie Kiel (2008); Royal Academy London (2007);
Berlinische Galerie, Berlin (2002).
Leciejewski erhielt verschiedene Auszeichnungen und Residenzaufenthalte u.a.
NoYo artist residence in Toronto, Canada (2015); Fogo Island Arts Residency; Canada
(2014); Artist in residence, NSCAD University, Halifax (2013); International Studio and
Curatorial Program, New York (2010); British Institution Award, Royal Academy London
(2007); Marianne Brandt Award, Chemnitz Germany (2004).
Seine Arbeiten befinden sich in der Sammlung vom Museum der bildenden Künste
Leipzig; Zabludowicz Collection, London; Sammlung Ann und Jürgen Wilde, Köln;
Stiftung F.C. Gundlach, Hamburg & Sammlung F.C. Gundlach Hamburg; UBS Art
Collection, Zürich; BESart, Coleccao Bancon Espirito Santo, Lisboa; Staatliche
Kunstsammlung Dresden; Sammlung Leipziger Schule, Sparkasse Leipzig; Sammlung
Hildebrandt G2 Kunsthalle Leipzig; Sammlung SØR Rusche, Oelde; Sammlung
Münchener Stadtmuseum; Stiftung für zeitgenössische Fotografie, Köln und andere
private Sammlungen in Europa, USA und Kanada.